# Кашабеги
Кашабеги — деревня в Завьяловском районе Удмуртии, входит в Завьяловское сельское поселение. Находится в 20 км к юго-востоку от центра Ижевска и в 8 км к юго-востоку от Завьялово.